# Amblyderus pallens
Amblyderus pallens är en skalbaggsart som först beskrevs av Leconte 1850.  Amblyderus pallens ingår i släktet Amblyderus och familjen kvickbaggar. Inga underarter finns listade i Catalogue of Life.